# 28e Screen Actors Guild Awards
De 28e Screen Actors Guild Awards, waarbij prijzen werden uitgereikt voor uitstekende acteerprestaties in film en televisie voor het jaar 2021, gekozen door de leden van SAG-AFTRA, vonden plaats op 27 februari 2022 in de Barker Hangar, een voormalige vliegtuighangar op het vliegveld van Santa Monica. De nominaties werden bekendgemaakt op 12 januari door Rosario Dawson en Vanessa Hudgens. De prijs voor de volledige carrière werd toegekend aan Helen Mirren.

## Film
De winnaars staan bovenaan in vet lettertype.

#### Cast in een film
Outstanding Performance by a Cast in a Motion Picture
- CODA
  - Belfast
  - Don't Look Up
  - House of Gucci
  - King Richard

#### Mannelijke acteur in een hoofdrol
Outstanding Performance by a Male Actor in a Leading Role
- Will Smith - King Richard
  - Javier Bardem - Being the Ricardos
  - Benedict Cumberbatch - The Power of the Dog
  - Andrew Garfield - Tick, Tick... Boom!
  - Denzel Washington - The Tragedy of Macbeth

#### Vrouwelijke acteur in een hoofdrol
Outstanding Performance by a Female Actor in a Leading Role
- Jessica Chastain - The Eyes of Tammy Faye
  - Olivia Colman - The Lost Daughter
  - Lady Gaga - House of Gucci
  - Jennifer Hudson - Respect
  - Nicole Kidman - Being the Ricardos

#### Mannelijke acteur in een bijrol
Outstanding Performance by a Male Actor in a Supporting Role
- Troy Kotsur - CODA
  - Ben Affleck - The Tender Bar
  - Bradley Cooper - Licorice Pizza
  - Jared Leto - House of Gucci
  - Kodi Smit-McPhee - The Power of the Dog

#### Vrouwelijke acteur in een bijrol
Outstanding Performance by a Female Actor in a Supporting Role
- Ariana DeBose - West Side Story
  - Caitriona Balfe - Belfast
  - Cate Blanchett - Nightmare Alley
  - Kirsten Dunst - The Power of the Dog
  - Ruth Negga - Passing

#### Stuntteam in een film
Outstanding Performance by a Stunt Ensemble in a Motion Picture
- No Time to Die
  - Black Widow
  - Dune
  - The Matrix Resurrections
  - Shang-Chi and the Legend of the Ten Rings

## Televisie
De winnaars staan bovenaan in vet lettertype.

#### Ensemble in een dramaserie
Outstanding Performance by an Ensemble in a Drama Series
- Succession
  - The Handmaid's Tale
  - The Morning Show
  - Squid Game
  - Yellowstone

#### Mannelijke acteur in een dramaserie
Outstanding Performance by a Male Actor in a Drama Series
- Lee Jung-jae - Squid Game
  - Brian Cox - Succession
  - Billy Crudup - The Morning Show
  - Kieran Culkin - Succession
  - Jeremy Strong - Succession

#### Vrouwelijke acteur in een dramaserie
Outstanding Performance by a Female Actor in a Drama Series
- Jung Ho-yeon - Squid Game
  - Jennifer Aniston - The Morning Show
  - Elisabeth Moss - The Handmaid's Tale
  - Sarah Snook - Succession
  - Reese Witherspoon - The Morning Show

#### Ensemble in een komedieserie
Outstanding Performance by an Ensemble in a Comedy Series
- Ted Lasso
  - The Great
  - Hacks
  - The Kominsky Method
  - Only Murders in the Building

#### Mannelijke acteur in een komedieserie
Outstanding Performance by a Male Actor in a Comedy Series
- Jason Sudeikis - Ted Lasso
  - Michael Douglas - The Kominsky Method
  - Brett Goldstein - Ted Lasso
  - Steve Martin - Only Murders in the Building
  - Martin Short - Only Murders in the Building

#### Vrouwelijke acteur in een komedieserie
Outstanding Performance by a Female Actor in a Comedy Series
- Jean Smart - Hacks
  - Elle Fanning - The Great
  - Sandra Oh - The Chair
  - Juno Temple - Ted Lasso
  - Hannah Waddingham - Ted Lasso

#### Mannelijke acteur in een miniserie of televisiefilm
Outstanding Performance by a Male Actor in a Television Movie or Limited Series
- Michael Keaton - Dopesick
  - Murray Bartlett - The White Lotus
  - Oscar Isaac - Scenes from a Marriage
  - Ewan McGregor - Halston
  - Evan Peters - Mare of Easttown

#### Vrouwelijke acteur in een miniserie of televisiefilm
Outstanding Performance by a Female Actor in a Television Movie or Limited Series
- Kate Winslet - Mare of Easttown
  - Jennifer Coolidge - The White Lotus
  - Cynthia Erivo - Genius: Aretha
  - Margaret Qualley - Maid
  - Jean Smart - Mare of Easttown

#### Stuntteam in een televisieserie
Outstanding Performance by a Stunt Ensemble in a Television Series
- Squid Game
  - Cobra Kai
  - The Falcon and the Winter Soldier
  - Loki
  - Mare of Easttown